# てるてる×少年
『てるてる×少年』（てるてるしょうねん）は、高尾滋による日本の漫画作品。2001年から2004年にかけて『花とゆめ』（白泉社）に連載された。

## 概要
『花とゆめ』2001年15号から2004年24号に連載。全66話。単行本は花とゆめコミックスから全11巻が発行された。前半は主人公の学園生活を中心にコメディとして展開するが、後半は旧家に隠された秘密を巡る物語と、ラブロマンスに重点が置かれている。

## あらすじ
信州の親元を離れ、東京で暮らす中学2年生の美少女―御城 紫信（おしろ しのぶ）のクラスに、信州に現存する忍者の隠れ里―御城の里より幼なじみの忍者―奥 才蔵（おく さいぞう）が転校してきた。同級生にもかかわらず、紫信とは主と家臣の関係である才蔵は、恋慕う紫信と幼い頃に交わした“必ず助けに行く”という約束を果たしにやってきたという。そんな折、何者かの襲撃予告通りに紫信が襲われる事件が起こる。信州の旧家―御城家の覇権を巡り、その次期当主である紫信の秘密を狙い、あらゆる手で暴こうと暗躍する一味。数々の襲撃を退けながら絆を深める紫信と才蔵だったが、紫信の母で現当主―御城 松子（おしろ しょうこ）が都内で病に倒れた体を押し、御城家の本拠がある里へ戻ったとの報を受けて帰郷し、次第に室町の昔から連綿と続く、御城家の暗部へと踏み込んでいく。

## 主な登場人物
御城 紫信（おしろ しのぶ）
声 - 榎本温子
本作の主人公。都内にある私立聖徳学院中等部2年A組に在籍する、14歳。才蔵の主筋にあたる御城家の次期当主。
事情により生家を離れ、6歳の時から遠縁の正吾の持つ都内のマンションに身を寄せている。長い髪の美しい容姿だが、気丈で誇り高く、我が侭。大変な方向＆料理音痴で、胸が小さい（玉野 由利曰く「Aの65」）寸胴体型を気にしている為、ナイズバディな千代には敵意を剥き出しにしている。御城家当主に代々現れる大輪の華（牡丹状のもの）の痣の刺青がある為、水着や入浴には人一倍敏感。実の母娘でありながら松子に敬遠されており、上京以前に他界した父とも不仲であった。その為、極一部の者にしか気を許せず、親しく付き合う者は少ない。その中でも以前、自身の所為で怪我を負った事もある幼馴染みの才蔵は別格。一人称は「しの」。
奥 才蔵（おく さいぞう）
声 - 甲斐田ゆき
御城家に仕える上忍―奥家の跡取りである、13歳の忍者。
幼なじみの紫信を守る約束の為、松子の命を受け、紫信のクラスに転入した。普段は鈍臭く気弱な性格だが、眼鏡を外すと強気に変わり、戦闘が可能になる。これは、過去のトラウマから暴力を恐れて血が直視出来なかったのを、修行により表面的に克服した結果。紫信の強さに憧れ、ずっと一途に想っている。出身地である御城の里での修行から、戦闘術やサバイバルは勿論、家事にも長じ、手先が器用。上京して正吾宅に下宿するようになって以降は、家事の殆どを引き受けている。
幸田 正吾（こうだ しょうご）
声 - 関智一
私立聖徳学院中等部の現国教師で、2年A組のクラス担任。公私共に紫信の保護者。
都内での養育係として紫信の秘密も承知しており、両親の愛情を知らない紫信には、「正兄さま」として絶対的な信頼で慕われている。正吾も自ら「しのコン」を自負する程に紫信を可愛がっており、未だ床を共にし、紫信のリボン選びやドライヤー掛けも担当している。豪快でお茶目、未だ少年の心を忘れない性格。御城家の菩提寺も守る禅師の末の一門である実家が、里内の道場を兼ねている事から、自身も空手などの体術に優れ、体を鍛えるのは好きな模様。義人が道場で修行していた頃からの幼馴染みで、互いに数々の恥を知り合う仲。また、御城家への輿入れまでは生家で軟禁状態だった松子の、数少ない友人だった。
三島 左介（みしま さすけ）
声 - 高木礼子
御城家に仕える忍頭―三島家の末っ子の四男。才蔵の兄貴分を気取る忍者。
怪力の持ち主だが弱いものに優しく、真っ直ぐな性格。才蔵を気遣って上京し、そのまま正吾宅にお預けの身となる。その際に学校も、私立聖徳学院中等部3年A組に編入。きらびやかなその顔立ちは、母親譲りで瓜二つ。その我が侭さから、里では才蔵に無理難題を吹っ掛けては泣かせていた紫信を快く思っておらず、自他共に認める犬猿の仲。ずっと想いを寄せている千代は才蔵一途な為、躱され続けている。本来は末っ子であった自身に来た養子の話を、幼さを理由に代わって受けた望が謎の失踪を遂げた事を気に病んでおり、時折方々を捜索している。
筧 千代（かけい ちよ）
声 - 浅川悠
御城家に仕える16歳の、里でも三指に入る動物使いのくの一。
勝気でドS、ナイスバディなプロポーション（玉野 由利曰く「Fの75」）を持つボブカットをした才蔵達の幼馴染み。好意を持つ才蔵をいじりに、左介への届け物を引き受けて上京したというのは名目であり、ある事情から松子に恩義を感じ、その意向に従って動いている。上京後は紫信もからかいの対象にしているが、母の死により里に戻った時期は紫信と入れ替わりであった為、幼少期の付き合いはない。主に従えて腹話術で喋らせたりしているのはカラス―ロプロスだが、基本である犬に、猫、梟、鼠も操る。
三好 晴海（みよし はるみ）
声 - 雪乃五月
2年A組の委員長を務める、双子の姉。
緩く波打つ髪をポニーテールにした、剣道部に在籍する活発なクラスメイト。母性が強く、初等部からの付き合いである紫信にも厳しく口煩いものの、数少ない仲良し。バストサイズは、Bの70。
三好 健三（みよし けんぞう）
声 - 石田彰
紫信のクラスメイトで、晴海の双子の弟。
忍者マニアの、おっとりした少年。晴海とは常に1セット扱いで、周囲にもしばしば「三好弟」と呼ばれている。母の正吾への熱烈な追っかけ振りが恥ずかしい反面、大概の問題は正吾の取り成しでお咎めなしになるので、便利に思っている様子。

### 御城の隠れ里
室町時代から続く、信州の羽曽家からなる旧家―御城家。400年以上の歴史を持つ武家筋の名士で、信濃の山林王でもある御城家により、現代まで密かに受け継がれた忍び育成の為の里であり、御城家の広大な本家が座す本拠地。里で育った者は御城家への絶対の忠誠と、その適性に応じた御城家傘下の企業への決められた将来、姫と忍びの悲恋―“御色草子（おいろぞうし）”が今に伝えられている。
三島 義人（みしま よしと）
御城家に仕える忍頭―三島家の現家長で、左介の一番上の兄。
賢くて厳しい有能な青年だが、ウィスキーボンボンでも目を回す程の下戸。正吾の実家に修行で下宿していた事から、幼馴染みとして互いに数々の恥を知り合う仲。紫信の上京後は才蔵を預かり、専ら才蔵と左介の説教役。序盤で、病で引退した男性に代わって、松子の秘書となる。
三島 挙人（みしま しげと）
御城の里の刀鍛冶で、三島家の次男。
肩まで伸びた髪を、後ろで一纏めに結んでいる。鷹揚で明るく、幼少時の才蔵と左介の悪戯は、大抵が挙人の入れ知恵であった。
三島 望（みしま のぞみ）
14歳の時に失踪した、三島家の三男。
12歳で縁故の古武道家へ、左介に代わって養子に出て、その家から忽然と姿を消した。両親亡き後の三島家で家事を担当した、優しくて強い、左介の憧れであった。現在は、ドール販売店に衣装製作担当として勤めるオネエ言葉の厳つい青年。
玉野 由利（たまの ゆうり）
御城家に仕える、隻眼の鎌使いの忍者。
長い髪を後ろで三つ編みにした青年。御城家が手配した聖徳学院の文化祭用資材を届けに紫信達の許へやってきた青年。左目に眼帯をしている。女性のバストサイズを当てるのが得意。
御城 松子（おしろ しょうこ）
御城家の現当主で、紫信の母。
紫信が幼い頃に亡くなった夫に代わり、里の人々が崇める御城家の頂点として、御城一族とその配下を束ねる。ある事情から、娘を愛しているものの決して表には出さず、常に厳しく育てた。先々代の妹である御城家直系の母の不倫の果ての駆け落ちにより、生家では御城家への輿入れまで、実父により軟禁状態で育った。年の離れた唯一の兄は、聖徳学院の理事。正吾の母は松子の礼儀作法の教師であり、正吾は数少ない幼馴染み。

### 御色草子（おいろぞうし）
御城の隠れ里に、今も口承で伝えられる伝説。里で育つ者は、幼少時は簡略化されたものを寝るときの読み聞かせとして、8歳からの里を離れる3年間にはより詳しい御城家の伝説として聞かされる。護衛の忍びへの恋心を抑え、政略結婚により隣国へ嫁いだ姫。が、やがて隣国との戦が起こり、生国へ連れ戻された姫は妊娠していた事から、服毒して自害してしまう。しかし命を永らえ、忍びにより寺に匿われて育った遺児の姫が、忍びの息子と出逢う悲恋。
羽曽 たつき（はそ たつき）
羽曽家当主の嫡男―隆幸（たかゆき）の妹姫。
産後亡くなった母に代わり、常に隆幸が側近く置いて可愛がる。その為、お守りの若侍としてその隆幸の護衛を務めた忍び―虎次郎（とらじろう）とも近しく、幼い頃から慕い合っていたが思い切り、隣国の城主へ嫁ぐ。しかし隣国と戦になってしまい、生国へ連れ戻されたたつきは既に隣国の城主の子を妊娠しており、先を悲観し、毒草―“宝珠草（ほうじゅそう）”の汁を服毒して自害してしまう。が、死してなお姫―多由耶（たゆや）を生み落とした。現代の里にある寺院跡には、今もたつきの霊廟が残る。
虎次郎（とらじろう）
寝物語では“さる若君のお守りの若侍”と伝えられる、隆幸の護衛の忍び。
隆幸に付いていた折、幼いたつきと想い合っていた青年。隣国との戦が起こった際、命懸けで助けたたつきを無事連れ帰るが、多由耶を妊娠していた事で、たつきに自害を請われてしまう。隆幸の命で“宝珠草”の汁を用意し、服毒に立ち会って多由耶を助け、近隣の寺に匿う。息子の忍び―虎彦（とらひこ）に、多由耶の身分とその身を見守る事を託して、息を引き取ったとされている。
多由耶（たゆや）
虎次郎により生き延びた、たつきの娘。
近隣の寺に匿われ、その身の上から周囲に敬遠されて育った、孤独な少女。父の遺言で自身を守ると言った虎彦に、惹かれるようになる。老い先短くなった隆幸の、たつきへの深い悔恨から城へ呼ばれ、後に引き取られる事になる。
虎彦（とらひこ）
虎次郎が里の女との間にもうけた息子。
父の遺言を守り、陰ながら多由耶を見守る内、次第に惹かれていくようになる。忍びとして里で修行を積み、その技で、城での生活を厭う多由耶を連れて逃げようとする。

## 単行本

### 単行本
- 高尾滋『てるてる×少年』	白泉社〈花とゆめコミックス〉、全11巻
  1. 2002年1月18日発売、ISBN 978-4-592-17396-0
  2. 2002年5月17日発売、ISBN 978-4-592-17397-7
  3. 2002年9月19日発売、ISBN 978-4-592-17398-4
  4. 2003年1月17日発売、ISBN 978-4-592-17399-1
  5. 2003年5月19日発売、ISBN 978-4-592-17400-4
  6. 2003年8月19日発売、ISBN 978-4-592-17464-6
  7. 2004年1月19日発売、ISBN 978-4-592-17465-3
  8. 2004年5月19日発売、ISBN 978-4-592-17466-0
  9. 2004年10月19日発売、ISBN 978-4-592-17467-7
  10. 2005年2月18日発売、ISBN 978-4-592-17468-4
  11. 2005年4月19日発売、ISBN 978-4-592-17469-1

### 文庫本
- 高尾滋『てるてる×少年』	白泉社〈白泉社文庫〉、全6巻
  1. 2010年5月14日発売、ISBN 978-4-592-88890-1
  2. 2010年5月14日発売、ISBN 978-4-592-88891-8
  3. 2010年7月15日発売、ISBN 978-4-592-88892-5
  4. 2010年7月15日発売、ISBN 978-4-592-88893-2
  5. 2010年9月15日発売、ISBN 978-4-592-88894-9
  6. 2010年9月15日発売、ISBN 978-4-592-88895-6

## ドラマCD
2003年5月にマリン・エンタテインメントから発売。才蔵が商店街の福引で当てた温泉ご招待券により、三好達も加えた紫信一行は、山奥の秘湯へ赴く。

### キャスト
| 役名             | 声優             |
| ---------------- | ---------------- |
| 奥才蔵           | 甲斐田ゆき       |
| 御城紫信         | 榎本温子         |
| 幸田正吾         | 関智一           |
| 三島左介         | 高木礼子         |
| 筧 千代          | 浅川悠           |
| 三好晴海         | 雪乃五月         |
| 三好健三         | 石田彰           |
| 三好姉弟の母     | くればやしたくみ |
| 旅館の老婆       | 喜田あゆ美       |
| 商店街のおじさん | 竹本英史         |
| 町の人           | 大畑伸太郎       |